# Stefan Kobel
Stefan Kobel (ur. 13 lutego 1974 w Winterthur) – szwajcarski siatkarz plażowy, medalista igrzysk olimpijskich i mistrzostw Europy.

## Życiorys
Przez niemal całą karierę sportową występował w parze z Patrickem Heuscherem. Wspólnie reprezentowali Szwajcarię na Letnich Igrzyskach Olimpijskich 2004 w Atenach. W meczu o brązowy medal wygrali z Australijczykami Julienem Prosserem i Markiem Williamsem. Szwajcarzy zdobyli trzy medale mistrzostw Europy – srebrny w 2005 w Moskwie oraz dwa brązowe w 2004 Timmendorfer Strand i 2006 w Hadze.
W World Tour zadebiutował w 1997 w parze z Saschą Heyerem. Pierwsze turniejowe podium tych rozgrywek osiągnął w 2004, a pierwsze zwycięstwo w 2004 w Gstaad. W sumie wygrał trzy turnieje World Tour, wszystkie razem z Heuscherem.
Kobel i Heuscher są pięciokrotnymi mistrzami Szwajcarii z 2000, 2002, 2003, 2004 i 2005. W 2004 w plebiscycie na najlepszych szwajcarskich sportowców otrzymali nagrodę dla zespołu roku.
Był zawodnikiem klubu Volleyball Club Smash Winterthur.